# Hans Jacobs (Luftfahrtpionier)

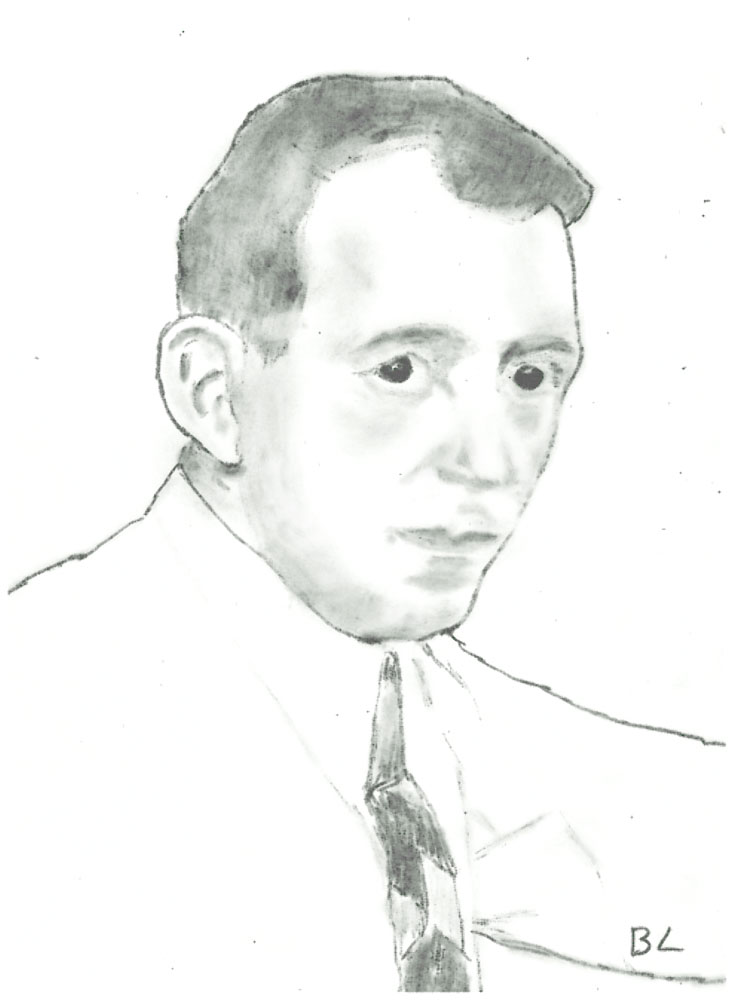
Hans Jacobs

Hans Jacobs (* 30. April 1907 in Hamburg; † 24. Oktober 1994 in Siegen) war ein deutscher Segelflugzeugkonstrukteur und Luftfahrtpionier. Als Chef der Deutschen Forschungsanstalt für Segelflug (kurz DFS) in Griesheim war er in den Jahren vor dem Zweiten Weltkrieg verantwortlich für die Konstruktion und den Bau einiger bekannter Segelflugzeugmuster, unter anderem für DFS Habicht, DFS Kranich, DFS Weihe und DFS 230.

## Leben
Der Sohn eines Kapitäns absolvierte eine Lehre zum Schiffsbauer, studierte anschließend an der Höheren Technischen Lehranstalt in Hamburg und examinierte zum Schiffsbau-Ingenieur. 1927 wurde er Mitglied der Rhön-Rossitten-Gesellschaft (RRG), wo 1930 seine erste Eigenkonstruktion entstand. Zusammen mit Herbert Lück schrieb er 1931 das Buch Werkstatt-Praxis für den Bau von Gleit- und Segelflugzeugen für den praktischen Segelflugzeugbau. 1935 wechselte Jacobs zur DFS, die aus der RRG hervorgegangen war, und wurde Leiter der Abteilung Segelflug. Dort entstanden die bei den Rhön-Segelflugwettbewerben und anderen Veranstaltungen erfolgreichen Segelflugzeugtypen Rhönadler (1932), Rhönbussard (1933), Rhönsperber (1934), Kranich (1935) und Reiher (1937), von denen mehrere hundert Exemplare gebaut wurden. Für die Fliegerin Hanna Reitsch konstruierte Jacobs 1936 den Sperber Junior. Weitere Typen dieser Epoche sind die Weihe von 1938 und das Wassersegelflugzeug Seeadler von 1935, das von Reitsch getestet wurde.
Im Jahre 1952 startete Jacobs letzte Segelflugzeugkonstruktion, der bei Focke-Wulf in Bremen gefertigte Kranich III, zum Erstflug.
Hans Jacobs entwickelte die in den meisten Flugzeugen zum Einsatz kommenden Störklappen.

## Schriften
- Leistungs-Segelflugmodell. Anleitung zum Bau eines freifliegenden Modellflugzeugs nach Art der modernen Hochleistungssegler. Vorwort Alexander Lippisch. Maier, Ravensburg 1930.
- Hochleistungs-Motormodell und Entenmodell. Anleitung zum Bau freifliegender Modelle mit Gummimotorantrieb. Maier, Ravensburg 1930.
- Schwanzlose Segelflugmodelle und Raketenflugmodelle. Bauanleitung für leicht und schnell zu bauende Modelle in verschiedener Grösse. Maier, Ravensburg 1932.
- Segelflugzeug. Anleitung zum Selbstbau. Maier, Ravensburg 1932.
- mit Herbert Lück: Werkstatt-Praxis für den Bau von Gleit- und Segelflugzeugen. Maier, Ravensburg 1932, 7. Auflage 1955; unveränderter Nachdruck: Schäfer, Hannover 1989, ISBN 3-88746-220-3.